# سنجاقک‌های برکه
سنجاقک‌های برکه (نام علمی: Coenagrionidae) نام یک تیره از زیرراسته سنجاقک است.